# 가와카미 세이지
가와카미 세이지(일본어: 川上 盛司, 1995년 6월 20일~)는 일본의 축구 선수이다.

## 구단 경력
그는 2017년 J3리그의 후쿠시마 유나이티드 FC에서 뛰었다. 2018년 후지에다 MYFC로 이적했다. 2019년 SC 사가미하라로 이적했다.